# کامبرتون
کامبرتون (به انگلیسی: Comberton) یک روستا و محله مدنی در بریتانیا است که در کمبریج‌شر جنوبی واقع شده‌است. کامبرتون ۲٬۳۴۶ نفر جمعیت دارد.